# الفك المفترس (فلم)
الفك المفترس أو جاوس (بالإنجليزية: Jaws) هو فيلم إثارة ورعب أمريكي من إخراج ستيفن سبيلبرغ من إنتاج 1975. في الفيلم يحاول قائد الشرطة وعالم بحري وصياد إيقاف قرش أبيض كبير من الفتك بجزيرة صغيرة. واحد من أشهر أفلام القرن العشرين حقق الفيلم نجاحاً ساحقاً في شباك التذاكر ولدى النقاد أيضاً ويُعبر أيضاً واحدا من أفضل الأفلام على مر العصور. في 2001 تم اختيار الفيلم من قبل مكتبة الكونغرس لحفظه في الأرشيف الوطني الأمريكي للأفلام باعتباره أثراً ثقافياً وتاريخاً.

## وصلات خارجية
- مقالات تستعمل روابط فنية بلا صلة مع ويكي بيانات